# غراندي تيتي دي بي
غراندي تيتي دي بي (بالإنجليزية: Grande Tête de By)‏ هو أحد جبال سلسلة جبال الألب بينيني وجزء من القمة الأم غراند كومبين يقع في كانتون فاليز، سويسرا. يبلغ ارتفاع الجبل حوالي 3587 متر، بينما يبلغ ارتفاع نتوء الجبل 67 متر.